# 미도리시
미도리시(일본어: みどり市)는 일본 군마현 동부에 있는 시이다.
2006년 3월 27일에 군마현 닛타군 가사카케정, 야마다군 오마마정, 세타군 아즈마촌이 합병해 군마현의 12번째 시로 탄생했다. 이 합병으로 닛타군과 야마다군은 소멸했다. 군마현의 첫 히라가나 이름의 시이다.

## 지리
남북으로 긴 모양을 하고 있고 동서로 기류시 사이에 끼어 있다. 기류시와는 같은 생활권이고 경제, 행정 면에서도 꽤 의존하고 있다.

### 인접하는 지자체
- 군마현
  - 기류시
  - 이세사키시
  - 오타시
  - 누마타시

- 도치기현
  - 사노시
  - 가누마시
  - 닛코시

## 교통

### 철도
- 동일본 여객철도 료모선
- 와타라세 계곡 철도 와타라세 계곡선
- 조모 전기 철도 조모선
- 도부 철도 기류선

### 도로
- 국도 제50호선
- 국도 제122호선
- 국도 제353호선

## 인구
| 연도 | 인구   | ±%     |
| ---- | ------ | ------ |
| 1960 | 33,442 | —      |
| 1970 | 34,969 | +4.6%  |
| 1980 | 44,064 | +26.0% |
| 1990 | 49,502 | +12.3% |
| 2000 | 51,266 | +3.6%  |
| 2010 | 51,900 | +1.2%  |